# Fernando Agostinho da Costa
Fernando Agostinho da Costa (sinh ngày 10 tháng 10 năm 1981 ở Luanda) hay Chara, là một tiền vệ bóng đá người Angola thi đấu cho C.R.D. Libolo in the Angolan top division, the Girabola.
Xara từng thi đấu cho Petro Atlético kể từ năm 2006 và từng là thành viên của Đội tuyển quốc gia Angola kể từ năm 2006 và has 17 caps for the team. Anh không được triệu tập thi đấu tại Giải vô địch bóng đá thế giới 2006 vì thiếu kinh nghiệm. Nhưng anh được gọi để thi đấu tại Cúp bóng đá châu Phi 2010 vì chấn thương của André Macanga.